# Union nationale des travailleurs du Congo

La Union Nationale des Travailleurs du Congo (UNTC), à l'origine appelée Union Nationale des Travailleurs du Zaïre (UNTZa), est l'une des plus puissantes des confédérations de syndicats congolais.
Pour la petite histoire, le Congrès de l’unité syndicale, lequel a donné naissance de l’U.N.T.C était convoqué le 21 juin 1967 à Kinshasa à la salle du Zoo de Kinshasa. Les délégués et permanents syndicaux représentant toutes les organisations syndicales venus de tous les coins de la république y prirent part. La représentation des syndicats était répartie comme suit : U.T.C 180 délégués, C.S.L.C 110 délégués, F.G.T.K 80 délégués et S.U.C 30 délégués. C’est à la séance de clôture que l’appellation de l’U.N.T.C (Union Nationale des Travailleurs du Congo) proposée par Monsieur Raphaël Dimbu alors délégué syndical a été adoptée par la majorité des congressistes.
Seul syndicat officiel, entièrement soumis au Mouvement populaire de la Révolution (MPR), le Parti-État zaïrois, l'UNTZa est devenue, entre 1967 et 1990, conformément aux vœux du Manifeste de Nsele, un organe de support à la politique gouvernementale et un lien de communication entre les classes populaires et l'État.
En 1991, avec l'avènement du pluralisme syndical, l'UNTZa se voit obligée de composer avec la concurrence (CDT, CSC) et les scissions (OTUC). L'UNTZa, rebaptisée Union Nationale des Travailleurs du Congo (UNTC) à la chute de Mobutu en 1997, reste toutefois le premier syndicat interprofessionnel du pays durant plus d'une décennie avant de se faire progressivement rattraper.

L'UNTC est affiliée à la Confédération syndicale internationale (CSI).